# Julstämning med Kikki
Julstämning med Kikki var en julturné av Kikki Danielsson, genomförd under perioden 28 november-17 december 2006. Vissa av de första konserterna ställdes in på grund av för lågt publikintresse. Stora delar av materialet hämtades från hennes julalbum Min barndoms jular från 1987.

## Turnéplan
- 28 november - Bollnäs kyrka[2][3]
- 29 november - Östersunds nya kyrka[3]
- 30 november - Cassels, Grängesberg[3]
- 5 december - Culturum, Nyköping[4]
- 7 december - konserthusteatern, Karlskrona
- 9 december - Algutsrums kyrka[5][6]
- 10 december - Hörsalen, Norrköping[7] - inställt
- 12 december - Karlstad CCC[7]- inställt
- 13 december - Gustav Adolfs kyrka [förtydliga]
- 14 december - Anderstorps kyrka
- 16 december - Caroli kyrka, Malmö,
- 17 december - Virestads kyrka[8]

## Låtar
- Amazing Grace (avslutningsnummer)
- Det är en ros utsprungen, framförd av Erik Andersson)
- En tokig sång
- Go, Tell It On The Mountain
- I änglarnas tid
- I'll Be Home for Christmas (Kjell Roos och Kikki Danielsson)
- Jag drömmer om en jul hemma (White Christmas)
- Julklockor över vår jord
- Julpotpurri (gitarrsolo av Kjell Roos)
  - Bjällerklang
  - Ser du stjärnan i det blå
  - White Christmas
- Låt mig få tända ett ljus
- Nu tändas tusen juleljus
- När juldagsmorgon glimmar
- När ljusen tändas där hemma
- Stilla natt, heliga natt

## Musiker
- Kjell Roos
- Daniel Wirenberg
- Erik Andersson

### Fotnoter
1. ↑  ”Hallå där... Kikki Danielsson”. Expressen. 4 november 2006. http://www.expressen.se/kvp/halla-dar-kikki-danielsson/. Läst 12 juli 2015.
2. ↑  [Svenska kyrkans "Kyrkobladet" 4 2006, sidan 15, kräver nedladdning av numret vilket sker automatiskt när man går in på sidan, hämtdatum: 12 juli 2015]
3. 1 2 3  Freddy Nylund (1 december 2006). ”Stämningsfullt med Kikki”. Dalarnas tidningar. Arkiverad från originalet den 23 september 2015. https://web.archive.org/web/20150923220838/http://www.dt.se/allmant/dalarna/stamningsfullt-med-kikki. Läst 12 juli 2015.
4. ↑  ”Nöjeshösten fortsätter”. Nyköpings tidning. 26 februari 2006. sid. 10. https://nykoping.se/Global/Dokument/Kommun_o_politik/Om_nykoping/Nykopings_tidning/2006/NY8_06.pdf. Läst 12 juli 2015.
5. ↑  Karin Lagerström (11 december 2006). ”Värdigt och gediget med Kikki”. Barometern OT. http://www.barometern.se/konserter/vardigt-och-gediget-med-kikki/. Läst 12 juli 2015.
6. ↑  ”Hes Kikki övergav inte publiken”. Ölandsbladet. 12 december 2006. http://www.olandsbladet.se/kulturnoje/hes-kikki-overgav-inte-publiken/. Läst 12 juli 2015.
7. 1 2  ”Kikki tvingas ställa in flera julspelningar”. Expressen. 9 december 2006. http://www.expressen.se/noje/kikki-tvingas-stalla-in-flera-julspelningar/. Läst 12 juli 2015.
8. ↑  ”Kicki Danielsson aktuell för julkonserten”. Smålandsposten. 11 april 2006. http://www.smp.se/nyheter/kicki-danielsson-aktuell-for-julkonserten/. Läst 12 juli 2015.